# Meta rufolineata
Meta rufolineata là một loài nhện trong họ Tetragnathidae.
Loài này thuộc chi Meta. Meta rufolineata được miêu tả năm 1889 bởi Urquhart.